# SMS Schleswig-Holstein
Az SMS Schleswig-Holstein egy német csatahajó volt, amely harcolt mindkét világháborúban. Ez a hajó kezdte el 1939. szeptember 1-jén a második világháborút, a Westerplatte-félszigeten lévő lengyel támaszpont ágyúzásával.

## Története
Az SMS Schleswig-Holstein egyike az öt Deutschland-osztályú, pre-dreadnought csatahajónak (nem összekeverendő a szintén Deutschland névre hallgató zsebcsatahajó-osztállyal). A hajó Németország legészakibb tartományáról, Schleswig-Holstein-ről kapta nevét. A hajót a kieli Germania Werft Hajógyárban építették, a Német Birodalmi Haditengerészet állította hadrendbe 1908. július 6-án.
A Schleswig-Holstein részt vett az első világháború legnagyobb tengeri ütközetében, a skagerraki csatában, ahol találatot kapott a 2. brit csatacirkáló raj egyik hajójától. A háború után a Schleswig-Holstein volt annak a hat öreg csatahajónak az egyike, melyet Németország a békeszerződések értelmében megtarthatott. 1926-ra befejeződő javítása során első két kéményét egybeépítették, ezzel a kémények számát háromról kettőre csökkentették. 1926-tól 1935-ig ez a hajó volt a német haditengerészet zászlóshajója. 1936-ban átalakították kiképzőhajóvá.

### A második világháborúban
Elavultsága ellenére a második világháború kitörésekor részt vett néhány hadműveletben. 1939 augusztusának végén a Schleswig-Holstein Danzigba (ma Gdańsk) hajózott baráti látogatás ürügyén, majd lehorgonyzott a Westerplatte-félsziget közelében. 1939. szeptember 1-jén reggel 4 óra 47 perckor lőni kezdte a félszigeten lévő lengyel helyőrséget, ezeket a lövéseket a második világháború első lövéseinek tekintik. A Westerplattei csata 7 napig tartott. Westerplatte eleste után a Schleswig-Holstein, Gdyniát, Kępa Oksywskát és a Hel-félszigetet kezdte lőni. A félsziget ágyúzása közben találatot kapott egy 150 mm-es lengyel lövegtől.
1940 áprilisában a Schleswig-Holstein részt vett Dánia megszállásában is, majd 1941-től 1944-ig ismét kiképzőhajóként szolgált. 1944 szeptemberében újra szolgálatba állt, légvédelmi-hajóként. 1944. december 19-én, Gotenhafenben brit repülőgépek bombázták, melynek során három bomba eltalálta. Ennek következtében a hajó kigyulladt, majd 12 méteres mélységre süllyedt. 1945 márciusában saját legénysége robbanótöltetekkel tovább rongálta. A világháború után a szovjetek kiemelték, majd Tallinnba vontatták, ahol Borogyinó névre keresztelték. 1948-ban a Balti-tengeren elsüllyesztették Osmussaar közelében és lőgyakorlatok célpontjaként használták egészen az 1960-as évekig. A hajó maradványai még ma is megtalálhatóak.